# 巴特利特斯普林斯 (加利福尼亞州)
巴特利特斯普林斯（英語：Bartlett Springs）是位於美國加利福尼亞州萊克縣的一個非建制地區。該地的面積和人口皆未知。

## 地理
巴特利特斯普林斯的座標為39°11′02″N 122°42′16″W / 39.18389°N 122.70444°W，而該地的平均海拔高度為654米（即2146英尺）。